# Sitophora vesiculalis
Sitophora vesiculalis är en fjärilsart som beskrevs av Achille Guenée 1854. Sitophora vesiculalis ingår i släktet Sitophora och familjen nattflyn. Inga underarter finns listade i Catalogue of Life.